# 534

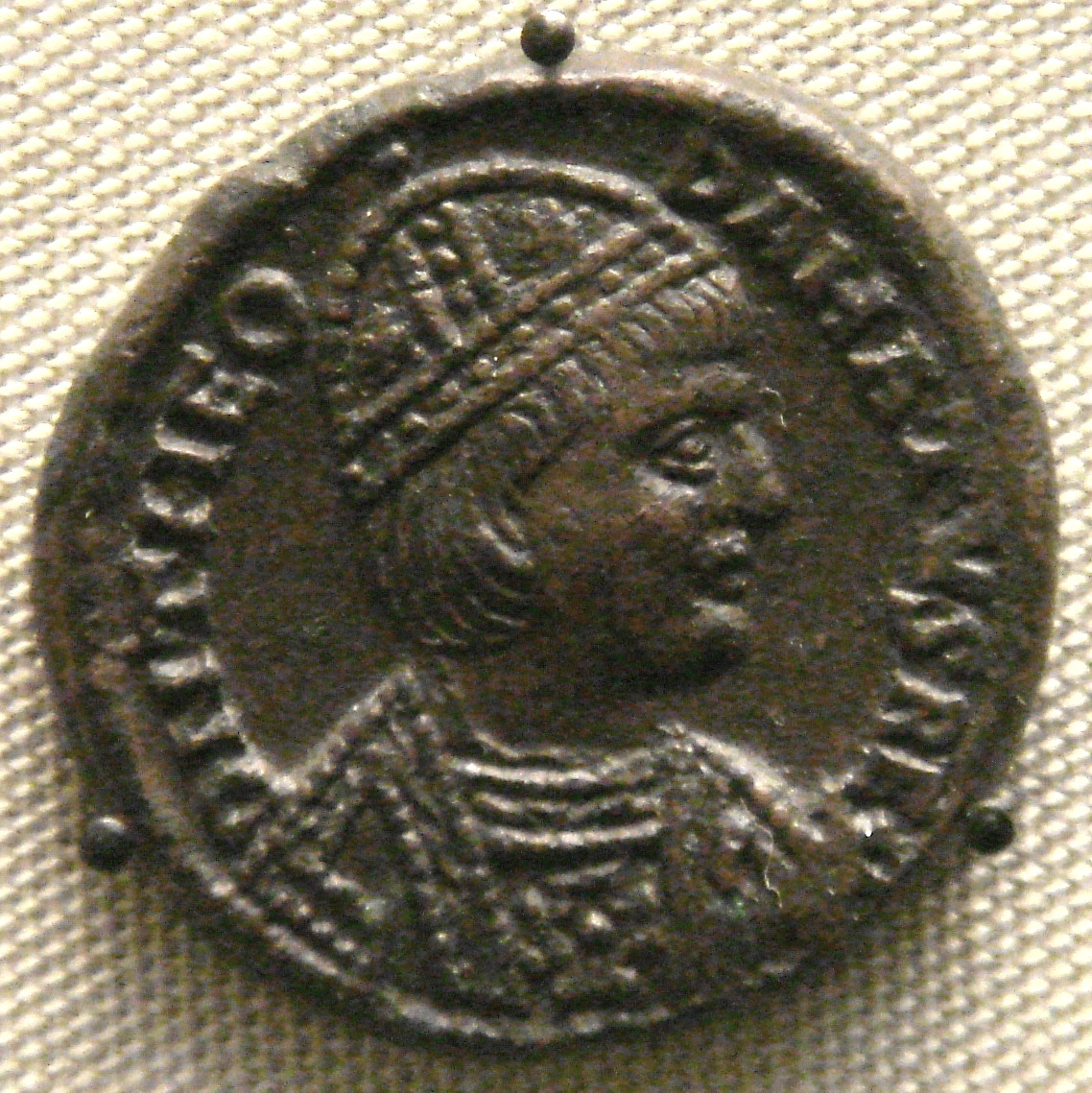
Koning Theodahad (534 - 536)

Het jaar 534 is het 34e jaar in de 6e eeuw volgens de christelijke jaartelling.

## Gebeurtenissen

### Byzantijnse Rijk
- Zomer - Belisarius arriveert in Constantinopel na zijn succesvolle veldtocht in Noord-Afrika. Keizer Justinianus I eert hem met een triomftocht in het Hippodroom. In de optocht wordt Gelimer met Vandaalse krijgsgevangenen meegevoerd.
- 16 november - De "codex repetitiae praelectiones", een herziende versie van de Codex Justinianus, komt uit.

### Europa
- De Frankische koningen Childebert I en Chlotarius I vallen opnieuw Bourgondië binnen. Koning Gundomar II wordt gevangengenomen en het koninkrijk komt onder Frankisch bestuur. De Bourgondiërs mogen hun eigen wetten behouden.
- Toledo wordt de hoofdstad van het Visigotische Rijk. Koning Theudis breidt zijn machtspositie verder uit in het zuiden (Hispania Baetica).
- 2 oktober - Koning Athalarik overlijdt aan tuberculose, door de gevolgen van alcoholisme en losbandigheid. Koningin Amalasuntha wordt gedwongen de Ostrogotische troon te delen met haar neef Theodahad.

### China
- De Noordelijke Wei-dynastie houdt op te bestaan; het noorden valt na een burgeroorlog uiteen in twee vijandige staten – de Oostelijke Wei en de Westelijke Wei met als hoofdstad Chang'an.

## Geboren
- Brunhilde, koningin van Austrasië (overleden 613)
- Leander, bisschop van Sevilla (waarschijnlijke datum)

## Overleden
- Anthemios van Tralles, Byzantijns architect en wiskundige
- 2 oktober - Athalarik (18), koning van de Ostrogoten
- Cerdic, koning van Wessex (waarschijnlijke datum)
- Gundomar II, koning van Bourgondië